# Кристофер Марлоу
Кристофер Марлоу, Кит Марлоу (енгл. Christopher Marlowe, Кентербери 26. фебруар 1564 — Дептфорд, 30. мај 1593)  познат као Отац Енглеске трагедије био је енглески драматичар, песник и преводилац који је живео у елизабетанском добу. Марлоу је био најпознатији и најугледнији елизабетански трагичар свог времена.

## Биографија
Осамнаестог маја 1593. године против Марлоа је издат налог за хапшење; разлог није познат, иако се мислило да је повезан са оптужбама за бласфемију, односно његов рукопис који је садржавао “опаке јеретичке концепте”. 20. маја је доведен на двор те је испитиван пред Тајним саветом, иако о томе нема потврде у службеним документима. Десет дана касније га је убоо ножем и усмртио Инграм Фризет. Да ли је убиство повезано с његовим хапшењем, никада није било утврђено.
Драма Lust's Dominion је већ код првог објављивања 1657 приписана да је аутор Марлоу, иако су научници и критичари скоро једногласно одбацили. Сматра се да је драму написао Томас Декер у сарадњи са другим писцима. 
Његов живот био је кратак, али је свеједно створио низ легенди и спекулација које га описују као обавештајца у служби Франсиса Валсингема, атеисту, хомосексуалца, као и стварног аутора Шекспирових драма (тзв.  "Марловијанска теорија").
Значајно је утицао на свог савременика Вилијама Шекспира, који је после Марлоувљеве неразјашњене смрти постао најпознатији драматичар Енглеске. Марлоувљеве драме су познате по коришћењу тзв. “белог стиха” (енгл. blank verse) и протагонистима који настоје постићи више него што им дозвољавају властите могућности.

## Дела

### Драме
- Дидона, краљица Картагине, (Dido, Queen of Carthage) (око 1586) (могуће коауторство са Томасом Нешом)[1]
- Тамерлан Велики, (Tamburlaine the Great), део 1 (приказано 1587)[1]
- Тамерлан велики други део, (The Second Part of Tamburlaine the Great), део 2 (око 1587–1588)
- Јеврејин с Малте, (The Jew of Malta) [1](око 1589)
- Доктор Фауст, (The Tragical History of Doctor Faustus)[1] (око 1589, или, око. 1593)
- Едвард II, (Edward II) (око 1592)[1]
- Масакр у Паризу, (The Massacre at Paris) (око 1593)[1]
- Хенри VI, (Henry VI) коауторство на трокњижју Вилијама Шекспира (око 1591)

### Поезија
- Превод прве књиге Луканових фарсалија (датум непознат)
- Превод Овидјевих елегија (око 1580?)
- The Passionate Shepherd to His Love (објављена 1593)
- Херо и Леандер [1](око 1593, незавршена; завршио је Џорџ Чапман, 1598)